# Aphelinis clypealis
Aphelinis clypealis är en skalbaggsart som beskrevs av Franz Antoine 1987. Aphelinis clypealis ingår i släktet Aphelinis och familjen Cetoniidae. Inga underarter finns listade i Catalogue of Life.